# Humorous Phases of Funny Faces
Humorous Phases of Funny Faces è un cortometraggio del 1906 diretto da James Stuart Blackton, un film di animazione che usa il metodo della stop-motion, anche tramite la tecnica della cutout animation. È generalmente ritenuto come il primo film animato girato su pellicola standard nella storia del cinema.

## Trama
Il cartoonist disegna due facce su una lavagna: facce che, attraverso il disegno, sembrano prender vita.

## Produzione
Il film, conosciuto anche con il titolo Funny Faces, fu prodotto nel 1906 dalla Vitagraph Company of America.

## Distribuzione
Distribuito dalla Vitagraph Company of America, il film uscì nelle sale statunitensi il 7 aprile 1906. Una copia viene conservata negli archivi della Library of Congress (American Film Institute / J. Stuart Blackton collection).
Nel 2001, è uscito in DVD distribuito dalla Image Entertainment in un cofanetto dal titolo The Origins of Film (1900-1927) con un totale di 560 minuti di film appartenenti alla Library of Congress/Smithsonian Video.

## Data di uscita
IMDb e Silent Era DVD
- USA	7 aprile 1906
- USA 13 marzo 2001 DVD

Alias
- Vicces arcok vicces fázisai	Ungheria (imdb display title)